# Spitali
Spitali (gr. Σπιτάλι) – wieś w Republice Cypryjskiej, w dystrykcie Limassol. W 2011 roku liczyła 316 mieszkańców.